# Mnišská, laická a apoštolská bratrstva Jeruzalém
Mnišská, laická a apoštolská bratrstva Jeruzalém (francouzské oficiální jméno bratrstev: "Les Fraternités Monastiques de Jérusalem") je katolický mnišský řád založený roku 1976 bratrem Pierrem Marie Delfieuxem.

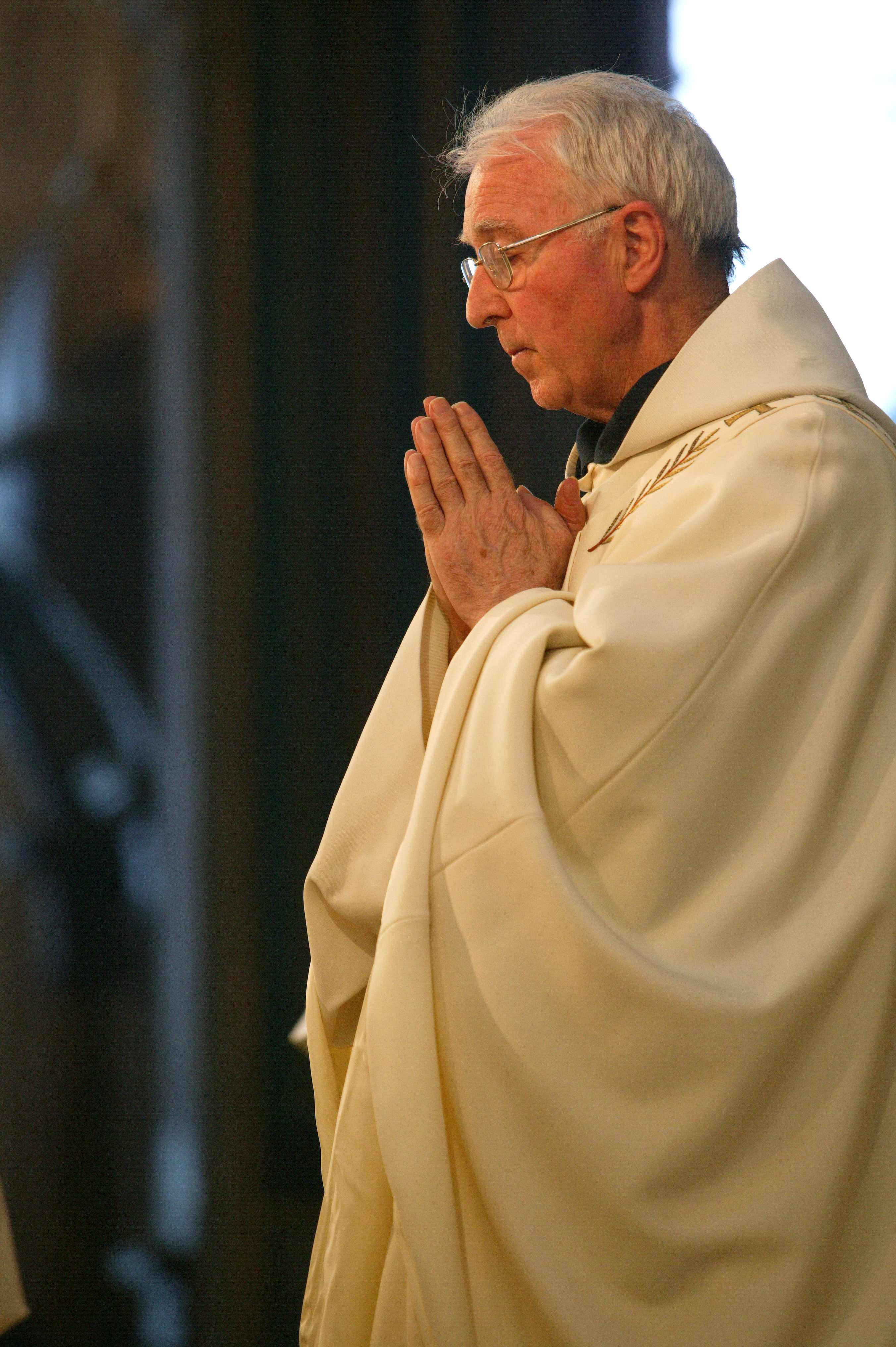
Zakladatel Bratrstev, bratr Pierre-Marie Delfieux

## Mnišská bratrstva
Mnišská bratrstva Jeruzalém jsou tvořena dvěma řeholními instituty mnišského charakteru v lůně katolické církve.
- Mužská větev byla oficiálně založena se souhlasem pařížského arcibiskupa kardinála Françoise Martyho 1. listopadu roku 1975 o Slavnosti Všech svatých bratrem Pierre-Marie Delfieuxem. Společenství prvních dvanácti bratří byl svěřen kostel Saint-Gervais-Saint-Protais ve čtvrti Marais ve 4. pařížském obvodu.
- Ženská větev byla založena 8. prosince 1976 na stejném místě.

V roce 1979 byla bratrstva ustanovena jako společenství pia unio a přijala jméno Jeruzalém. V roce 1991 byla kardinálem Jeanem Marie Lustigerem ustavena jako „řeholní instituty mnišského charakteru“ a v roce 1996 pak jeho rukama obdržely též konstituce schválené římskou Kongregací pro nauku víry. Jde o řeholní instituty diecézního práva.
Jednotlivé instituty mají své vlastní, i když téměř shodné konstituce. V čele bratří stojí generální převor a v čele sester generální převorka. Mnišská bratrstva mezi sebou utvářejí Společenství Jeruzalém, Communion de Jérusalem. V současné době mnišská bratrstva čítají přibližně dvě stě členů z více než dvaceti národů.
Mniši a mnišky žijící při daném kostele slaví společnou liturgii, ale bydlí odděleně v samostatných komunitách s nezávislou samosprávou a financemi. Členové bratrstev mohou svůj život orientovat buďto ke komunitnímu, cenobitskému životu, nebo k osamělému, eremitskému.

## Laická bratrstva Jeruzalém
Vedle mnišských bratrstev se zrodila také laická bratrstva Jeruzalém. Mezi nimi např.: "Les Fraternités Évangéliques" - Evangelijní společenství, které prožívají spiritualitu Bratrstev v rámci svého vlastního společenského postavení, v srdci světa. Další společenství sdružují své členy podle jejich věku, zájmu, povolání či stavu. To jsou např.:
- Společenství mládeže
- Společenství mladých rodin
- Škola života (pro rozlišení duchovních povolání)
- Společenství -náctiletých
- Děti Abrahámovy otevřené mezináboženskému dialogu
- Lomené oblouky St. Gervais zaměřené k dialogu mezi uměním a vírou
- Effatha modlící se za nemocné
- Práce a nezaměstnanost
- Společenství Adorace a další.

## Apoštolská bratrstva Jeruzalém
Apoštolská bratrstva Jeruzalém, sdružují kněze, bohoslovce a řeholnice, žijící podle duchovní cesty mnišských bratrstev, jsou jim však svěřeny farnosti nebo církevní instituce, podle pověření daného biskupem jemuž přímo podléhají. V současné době ale i tyto bratrstva směřují k začlenění do řeholních institutů Jeruzalém. Apoštolská bratrstva Jeruzalém působí ve farnosti Ossun, diecéze Lourdes-Tarbes ve Francii a ve farnosti Santo Marco, diecéze Pistoia v Itálii.
Všechna výše uvedená bratrstva tvoří dohromady Rodinu Jeruzalémskou, jejímž symbolem je stylizovaná kopretina, vyjadřující jejich vzájemné společenství.

## Charisma
Mnišská bratrstva Jeruzalém mají jako svou misii, život v srdci měst - v srdci Boha. Ježíšova modlitba: "Otče, neprosím abys je vzal ze světa, ale abys je zachoval od zlého ... " (Jan 11,15) orientuje toto povolání. Opírají se o západní i východní křesťanskou mnišskou tradici, o zakladatele jako jsou svatý Basil, otec východního mnišství, svatý Benedikt, a jeho Řehole, svatý Martin – který jako první začlenil mnišský život do měst a spojit život bratří a sester, a život komunitní s poustevnickým. Inspirací je jim rovněž blahoslavený bratr Charles de Foucauld.

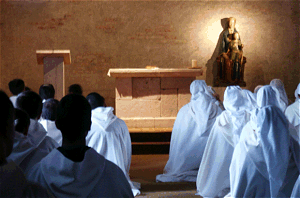
Modlitba nešpor v Magdale

Od ostatních mnišských řeholí se Bratrstva liší pouze v důrazu, jaký kladou na život uprostřed moderních velkoměst. S tradičním mnišstvím mají společné řeholní sliby (chudoby, čistoty a poslušnosti),modlitbu, mlčení, pokoru, radost, práci a pohostinnost.
Pět charakteristik tohoto mnišské povolání:
- Jsou především obyvateli měst, neboť městský fenomén je bezpochyby jedním z nejdůležitějších a nejvýraznějších jevů moderní doby. To, že v tomto století vyrostla velká městská centra, je fakt stejně tak: nový jako univerzální. Žijí, modlí se a pracují v rytmu města.
- Pracují za mzdu, a to pouze na poloviční úvazek. Chtějí se tak solidarizovat s většinou obyvatel měst, kteří jsou také zaměstnanci, ale současně se vyvarovat jakéhokoli ekonomického prospěchu.
- Žijí jako nájemníci, podobně jako většina lidí ve městech, a nevlastní proto žádný nemovitý majetek. Vracejí se tak ke zdrojům evangelijního radikalismu prvních křesťanských společenství v Jeruzalémě.
- Žijí bez klauzury, neboť město je jejich klášterem. Zachovávají však místo a čas ticha, určené k rozjímání.
- V duchu Druhého vatikánského koncilu, který klade důraz na místní církve, jsou v úzkém spojení s diecezí.

Mniši z města nesou jméno "Jeruzalém". Neboť Jeruzalém je starobylou církevní tradicí označován za patrona všech měst.

## Kniha života Mnišského bratrstva Jeruzalém
jejímž autorem je zakladatel, vyjadřuje a objasňuje duchovní cestu Bratrstev. Mluví o podstatě jejich mnišského života a o tom, co je charakteristickým rysem jejich charismatu. Je rozvržena do 15 kapitol:
| Bratrstva       | Mnišská           | Jeruzalém         |
| --------------- | ----------------- | ----------------- |
| 1. Láska        | 6. Mniši a mnišky | 11. V srdci měst  |
| 2. Modlitba     | 7. Čistota        | 12. V srdci světa |
| 3. Práce        | 8. Chudoba        | 13. V církvi      |
| 4. Mlčení       | 9. Poslušnost     | 14. Jeruzalém     |
| 5. Pohostinnost | 10. Pokora        | 15. Radost        |

Kniha pod výše uvedeným titulem opakovaně vyšla i v českém překladu (Brno: Vetus Via 1998; 2. vyd. Brno: Kartuziánské nakladatelství 2013).

## Liturgie

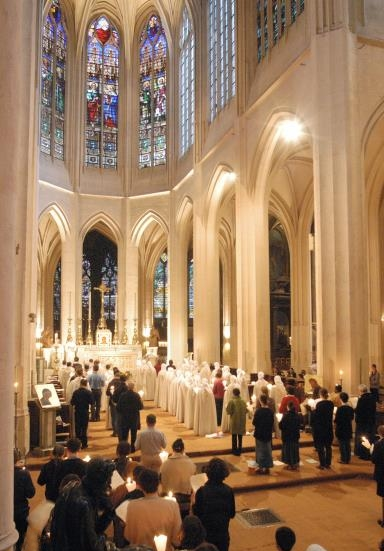
Liturgie v kostele Saint-Gervais-Saint-Protais, Paříž

- Je u podstaty jejich povolání. Je jejich hlavním nástrojem evangelizace.
- Zásadně římská, spojuje přínosy liturgické a duchovní obnovy II Vatikánského koncilu s východní tradicí, byzantskou a syrskou.
- Na křižovatce mezi křesťanským východem a Západem je výhradně zpívaná a polyfonní.
- Čerpá z bohatství liturgického hnutí zejména jednoho z jeho nejvýznamnějších center unionistického benediktinského opatství Chevetogne v Belgii (založeného roku 1925 benediktinem Lambertem Beaudouinem) a pak převážně z díla skladatele Andrého Gouzese o.p., obnovitele opatství Sylvanés ve Francii.

## Fundace
Místa kde působí Mnišská bratrstva Jeruzalém:
- Paříž kostel Saint-Gervais-Saint-Protais
- Vézelay bazilika Sainte-Marie-Madelaine
- Štrasburk kostel Saint-Jean
- Mont-Saint-Michel opatství
- Florencie opatství Badia Fiorentina
- Montreal poutní chrám Saint-Sacrement
- Řím kostel San Sebastiano al Palatino
- Kolín nad Rýnem bazilika Groß Sankt Martin
- Varšava kostel Matki Bożej Jerozolimskiej

A na dvou venkovských lokalitách určených k duchovním cvičením:
- Magdala poblíž Orléansu a poustevna Gamogna v Toskánsku.

## NakladatelstvíSources Vives
Bratrstva vydávají revue Sources Vives (Živé prameny), zaměřené k určitému duchovnímu tématu, často ve spojení s liturgickým obdobím.